# Михаило-Архангельская церковь (Белебей)
Михайло-Архангельская церковь — православный храм Нефтекамской епархии, Белебеевское благочиние, расположенный в городе Белебее Республики Башкортостан.  Выявленный объект культурного наследия России. Храм расположен по адресу: Башкортостан,  г. Белебей, ул. Красноармейская, 78.

## История
Михайло-Архангельская церковь находится в башкирском городе Белебее. В начале XIX века церковь строилась на месте сожжённой в годы Крестьянской войны 1773—1775 годов деревянной церкви. Церковь строилась с 1815 по 1828 год на средства прихожан, была освящена в 1828 году. В 1879 году преобразована в соборную, с 1988 года носит нынешнее название. В причт после окончания строительства входил протоиерей, два священника и псаломщика. В приход входили прихожане города Белебея и 12 близлежащих деревень — Дмитриевки, Инькиной, Глумиловки и Алексеевки.
В 1929 году власти закрыли церковь, была снесена колокольня, само здание использовалось под склад. В 1988 году в храме был проведён ремонт, после чего он был возвращён верующим, и с 1989 года это действующий храм. При церкви функционирует воскресная школа, работает библиотека.

## Архитектура
Каменная Михайло-Архангельская церковь построена в стиле классицизма. Она представляет собой типовой двусветный четверик, имеет полукруглые окна, купольный свод, окрашенный в голубой цвет со слуховыми окнами и люкарнами, сочетающимися с восьмериком с маковкой и крестом; имеется пятигранная апсида и колокольня.
Престолы храма: во имя Святого Архистратига Михаила (главный, освящён в 1828 году), боковой — в честь Владимирской иконы Божией Матери. Церковь огорожена ажурной чугунной решеткой.

## Святыни
В церкви хранился образ Святого преподобного Серафима Саровского.  В настоящее время в храме хранятся иконы с частичками мощей мученицы Татианы, преподобного архимандрита Гавриила Мелекесского и др.

## Настоятели
Протоиерей Геннадий Плохов.